# Szywilig
Szywilig (ros. Шивилиг) – wieś (arban) w Rosji, w Tuwie, w kożuunie pij-chiemskim. W 2010 liczyła 208 mieszkańców.